# Begravningslagen
Begravningslagen (SFS 1990:1144) är en lag som reglerar begravningsverksamheten i Sverige, bland annat om hur den ska finansieras.

## Omfattning
Lagen gäller för den del av begravningsverksamheten som har ett samband med allmänna begravningsplatser, det vill säga sådana begravningsplatser som är anordnade av församlingar, kommuner eller på annat sätt av det allmänna. I dag är det främst Svenska kyrkans församlingar som svarar för begravningsverksamheten. Undantag är Stockholms kommun och Tranås kommun, där kommunen är huvudman (ansvarig). Det finns också enskilda begravningsplatser.
Begravningslagen reglerar inte hur begravningsceremonier ska gå till, men fastslår att varje huvudman för begravningsverksamheten är skyldig att tillhandahålla lokal för begravningsceremonier utan religiösa symboler. Trossamfunden bestämmer själva över sina begravningsritual.
Bestämmelser för brott mot griftefriden står att finna i brottsbalken.

## Innehåll
Begravningslagen innehåller en rad bestämmelser utöver vad som redovisats här. Mer detaljerade bestämmelser finns också i den av regeringen beslutade begravningsförordningen.

### Gravplatser och lokaler för likförvaring och ceremonier
Begravningshuvudmannen är skyldig att tillhandahålla gravplats eller motsvarande i 25 år, kremering, lokal för förvaring och visning (bisättningsrum, bårhus och dylikt), lokal för begravningsceremoni utan religiösa symboler samt till en viss gräns transporter. Huvudmannen ska också tillhandahålla gravplatser för dem som inte tillhör något kristet trossamfund. 
Begravningslagen klargör vidare de skyldigheter att hålla en grav i ordnat och värdigt skick som faller på såväl huvudman som gravrättsinnehavare.

### Hantering av stoft och aska
Stoftet av en avliden ska begravas snarast möjligt och senast en månad efter dödsfallet. Anstånd kan beviljas av Skatteverket om det finns särskilda skäl. Normalt ska en gravsättning ske på en begravningsplats, men länsstyrelsen kan ge tillstånd till att strö ut askan efter en kremering på annan lämplig plats om detta sker i en pietetsfull ordning. Reglerna för flyttning av stoft eller aska är mycket restriktiva.   

### Gravskick
Begravningslagen behandlar också de gravskick som är tillåtna i Sverige, alltså jordbegravning och kremering. Den som är huvudman för begravningsverksamheten är skyldig att erbjuda båda möjligheterna.

### Tillsyn
I de fall där en församling är huvudman ska länsstyrelsen utse begravningsombud med uppgift att bevaka de personers intressen som inte tillhör Svenska kyrkan.

### Finansiering
Begravningsverksamheten finansieras med hjälp av en särskild begravningsavgift, som beräknas på samma sätt som kommunalskatt, det vill säga proportionellt i förhållande till den kommunalt beskattningsbara inkomsten. Den normala utgångspunkten är dels att de som tillhör Svenska kyrkan och de som inte gör det ska belastas med samma kostnad för begravningsverksamheten, dels att inkomsterna från begravningsavgiften ska motsvarar kostnaderna.
Om en avliden person gravsätts på en annan plats än den ort är personen var bosatt sker en clearing mellan huvudmännen, varvid den huvudman inom vars område den avlidne bodde ersätter den huvudman hos vilken gravsättningen skett för kostnaderna enligt en av Kammarkollegiet fastställd taxa.

## Begravningsutredningen 2008–2009
Förslag till vissa förändringar av begravningslagen lades 2009 fram av begravningsutredningen i betänkandet Några begravningsfrågor (SOU 2009:79). Utredningen tog upp länsstyrelsernas tillsyn, begravningsombudens roll, tiden mellan dödsfall och gravsättning eller kremering, begravningsclearing, nya begrepp inom begravningsverksamheten (främst helt eller delvis nya gravskick) samt en alternativ begravningsmetod.